# Amyeminae
Amyeminae, podtribus biljaka iz porodice ljepkovki, dio je tribusa Lorantheae.

## Rodovi
1. Subtribus Amyeminae Nickrent & Vidal-Russ.
  1. Baratranthus (Korth.) Miq. (4 spp.)
  2. Sogerianthe Danser (5 spp.)
  3. Benthamina Tiegh. (1 sp.)
  4. Amyema Tiegh. (95 spp.)
  5. Dactyliophora Tiegh. (2 spp.)
  6. Diplatia Tiegh. (3 spp.)
  7. Distrianthes Danser (2 spp.)
  8. Helicanthes Danser (1 sp.)
  9. Papuanthes Danser (1 sp.)